# 黃嘉爾
黃嘉爾，福建省福州府永福縣人，清朝政治人物、同進士出身。
光緒六年（1880年），参加庚辰科殿試，登進士三甲第82名。同年五月，著交吏部掣签，分发各省以知县即用。任江西都昌、丰城、彭泽、玉山、广丰等知县。